# Црква Светог Стефана у Крепољину
Црква Светог Стефана у Крепољину, насељеном месту на територији општине Жагубица, припада Епархији браничевској Српске православне цркве.
Радови на изградњи цркве посвећене Светом Стефану, започети су 1999. године. Освештање темеља цркве обављено је од стране Епископа браничевског Игнатија на дан 10. августа 2000. године, уз саслужење свештенства из Хомоља и Млаве. Црква је саграђена у српско-византијском стилу градитељства, димензија 21 x 12m. Црква је зидана од тврдог материјала, од печене цигле. 
Кров цркве је покривен бакарним лимом. На цркви се налазе крстови урађени од прохрома, два крста су донета из радионице у Швајцарској, као поклон верника. Црква има два кубета. Кубе на западном делу изнад главног улаза у цркву је нешто вишље. Сводови на крову су терасастог облика и веома су лепи и складни са амбијентом. Црква је пространа и на њој има мноштво прозора што је чини светлом у унутрашњости. Сводови на цркви су полукружни. Над улазним вратима је мала припрата. Састоји се у унутрашњем делу, од припрате, лађе цркве и олтарског дела. Има своје бочне апсиде у левој и десној страни.